# Odontocolon minutum
Odontocolon minutum là một loài tò vò trong họ Ichneumonidae.